# Wilsonville (Illinois)
Wilsonville è un villaggio degli Stati Uniti d'America, situato nello Stato dell'Illinois, nella contea di Macoupin.